# Калитинка (Архангельская область)
Калитинка — деревня в Каргопольском районе Архангельской области России. Входит в состав Павловского сельского поселения.

## История
В «Списке населённых мест Российской империи», изданном в 1879 году, населённый пункт упомянут как деревня Калитинская (Великая) Каргопольского уезда (1-го стана), при озере Святом, расположенная в 12 верстах от уездного города Каргополя. В деревне насчитывалось 27 дворов и проживало 145 человек (68 мужчин и 77 женщин). Действовали православная часовня и волостное правление.
По данным 1905 года имелось 37 дворов и проживало 245 человек (115 мужчин и 130 женщин). В административном отношении деревня входила в состав Ольгского общества Калитинской волости. Имелось 33 лошади, 55 коров и 115 голов прочего скота.

## География
Деревня находится в юго-западной части Архангельской области, в южной зоне средней тайги, на западном берегу озера Святое, к востоку от озера Лача, на расстоянии примерно 9 километров (по прямой) к югу от города Каргополя, административного центра района. Абсолютная высота — 127 метров над уровнем моря.

### Часовой пояс
Калитинка, как и вся Архангельская область, находится в часовой зоне МСК (московское время). Смещение применяемого времени относительно UTC составляет +3:00.

## Население
| 2002 | 2010 | 2012 |
| ---- | ---- | ---- |
| 104  | ↘63  | ↗81  |

Национальный состав
Согласно результатам переписи 2002 года, в национальной структуре населения русские составляли 98 %.

## Русская православная церковь
Часовня Флора и Лавра  Объект культурного наследия № 2900001119  — Деревянная одноглавая часовня, построенная в первой половине 19 века. Представляет собой сруб с притвором и колокольней с западной стороны. В советское время была закрыта и использовалась для хранения удобрений и ядохимикатов. В 2017—2018 годах отреставрирована и передана верующим.
- Вид часовни в августе 2019 года (после реставрации)